# 일본중앙경마회
일본중앙경마회(일본어: 日本中央競馬会 닙폰츄오케이바카이[*], 영어: Japan Racing Association; JRA)는 경마법(쇼와 23년 법률 제158호)에 의해 일본의 1군 경마인 중앙경마를 주관하고 집행하는 단체이며, 농림수산대신의 감독을 받고, 일본국 정부가 자본금 전액을 출자하는 특수법인이다. 감독을 담당하는 소관 부서는 농림수산성 생산국 축산경마감독과다. 즉 일본중앙경마회는 농림수산성의 외곽단체다.

## 개요
중앙경마회는 세계 최대의 마권 매출을 자랑하는 단체다 . 2019년에는 약 3205 엔(제 1 국고 납부금과 제 2 국고 납부금의 합계)을 국고 에 납입  하여 축산 진흥과 사회 복지에도 큰 도움이 되고 있다.
약칭 'JRA "는 영어 명칭"Japan Racing Association'에서 글자를 따 온 것이다. 이전에는 "NCK (Nippon Chuo Keiba-kai의 약자) '를 사용하고 있으나, 1987년에 약칭을 JRA로 변경하였다. 전화 투표 등을 통한 일부 은행 계좌에서는 "NCK"로 표시되기도 한다.
일본 중앙 경마회가 주최하는 경주의 상금은 경마 시행국들 중에서도  아랍 에미리트 (UAE)와 함께 높은 축에 속한다  .
마주 단체인 일본 마주 협회 연합회 운영비는 일본 중앙 경마회가 부담하고있다. "경주 협회금, 競走協力金 (PDF) "이라는 이름으로 각 경주의 상위 3마리의 마주가 속한 마주 협회에 지급된다.

## 연혁

### 설립 이전
1923년, 경마법이 제정되어 각지에서 경마를 개최하는 주최 단체로 경마 클럽이 설립되고, 인가를 받았다. 이윽고 1936년 이들 11개 경마 클럽이 통합하여 설립된 일본 경마회가  7개의 경마장에 하사된 제실어상전(帝室御賞典, 현재의 천황상)을  계승하고, 도쿄 경마 클럽이 창설한 도쿄 우준 (東京優駿, 현재의 일본 더비), 요코하마 농림성 상전 4세호마 (横浜農林省賞典4歳呼馬, 현재의 고월상), 교토 농림성 상전 4세호마 (京都農林省賞典4歳呼馬, 지금의 국화상), 나카야마 4세 빈마 특별 (中山4歳牝馬特別, 지금의 앵화상), 한신 우준 빈마 (阪神優駿牝馬, 지금의 오크스)를 창설하였다.
제2차 세계대전 이후 일본 경마회 주관으로 경마가 운영되었으나, GHQ의 독점 금지법에 저촉된다는 견해로 인해  1948년 일본 경마회가 해산한 뒤, 농림축산국이 직접 운영하는, 소위 "국영 경마"의 형태로 경마를 시행한다.
그러나 경마를 직접 국가가 운영한다는 형태에 대한 반발이 생기게 되고, 샌프란시스코 강화 조약이 조인되어 연합국에 의한 일본 점령이 종료하게 되는 1951년 전후로 "국영 경마"의 존재가 문제시되기에 이른다.

### 설립 경위
이러한 움직임에 따라 1951년, 전국 마주 협회 연합회, 일본마사협회, 전일본 조교사기수회 등이 민간 이관을 요구하는 진정서를 정부에 제출하고, 이듬해 1952년 정부 내 농림대신의 자문 기관으로서 경마제도심의위원회가 설치되었다. 해당 위원회는 52명으로 구성되었는데, 이들 중에는 나카무라勝五郎(나카야마 마주 협회 회장), 나가 타 마사카즈 (도쿄 마주 협회 부회장), 쿠리바야시友二(전국 마주 연합회 회장), 야스이 세이치 (도쿄 도지사 및 전국 공영 경마 협의회 회장), 야스다伊左衛門(전 일본 경마 회 이사장), 고노 이치로 (일본 축산 회장), 쇼 리키 마쓰 타로 (관동 레이스 클럽 회장) 등등의 인원이 참석하여 주로 경마 시행 주체의 성격과 조직, 경마 시행 주체의 수와 통제 방법, 납부금, 경마장의 수와 경마 대회 개최 횟수, 감독 기구와 그 내용, 국유 재산의 처리, 지방 경마에 대한 민영 이관 등의 문제점에 대하여 많은 의견을 교환하였다. 해당 위원회에서는 지방 경마에 대해 의견이 분분하여 최종적인 합의에는 이르지 못하였지만, 국영 경마의 조속한 민영화와 그 시행 주체로서 공공성이 강한 하나의 특수 법인을 설립한단 점에서는 합의를 이루었다 .
정부에서도 경마제도 심의위원회에서 도출된 결과를 기초로 한 제안을 1년에 걸쳐 검토를 진행하여 일본 중앙 경마 법안은 만들어 1954년 5월 29일 일본 국회 중의원 본회의에서 가결, 5월 31일 참의원 본회의에서 수정안이 가결되어 6월 2일 중의원, 참이원이 수정안에 동의하는 형태로 법안이 국회를 통과했다 .
월 일본 중앙 경마회법은 1954년 7월 일 공포되어 7월 14일 설립 위원이 농림 대신에 의해 임명되었다. 설립 위원은 경마제도 심의위원회 의장인 荷見安 (일본은행 정책 위원), 谷田俊二郎 (서일본마주협회회장), 永田雅一, 야스다 이사에몬(安田伊左衛門), 河野一之(대장성사무차관), 東畑四郎(농림 사무 차관)의 6명이 임명되었다. 9월 10일에는 최대 이사장에 야스다 이사에몬(安田伊左衛門)이 임명되었다. 9월 16일 농림부 축산국으로부터 경마 시행을 계승하는 형태로 일본 중앙 경마회가 설립되었고, 같은 달 25일 중앙 경마가 도쿄와 교토 경마장에서 시작되었다.

## 조직
2007년까지 JRA의 운영을 감시, 감독하는 기관은 "이사회"가 담당하고 있었다. 그러나 특수 법인 개혁 정책의 일환으로 경마법이 제정되어 임원 조직 상부에 위치하는 새로운 의사 결정 기구로서 정부가 외부에서 선발한 인원으로 구성된 "경영 위원회"가 설치 되었다.

### 경영위원회
- 일본 중앙 경마회는 경영위원회를 설치한다[19]. 경영위원회는 경영의 기본 방침 및 목표 기타 업무 운영의 중요 사항을 결정한다[20] .
- 경영위원회는 위원 6명 및 이사장으로 구성하고, 농림수산대신이 이들을 임명한다[21] .
- 위원장은 위원들의 상호 투표에 의하여 선출되며, 경영위원회의 업무를 총괄한다[22].
- 위원의 임기는 3년으로 정한다. 보궐 위원의 임기는 전임자의 잔임 기간으로 정한다[23]. 위원은 재임이 가능하다[24].

### 임원
- 일본 중앙 경마회에는 임원으로 이사장 1명, 부이사장 1명, 이사 10명 이내, 감사 3명 이내를 조직한다[25].
- 이사장은 농림수산대신이 임명한다[26]. 이사장은 경마회를 대표하여 업무를 총괄한다[27]. 이사장은 경영위원회에도 참가한다. 이사장의 임기는 3년으로 정한다[28].
- 부이사장은 경영위원회의 동의를 얻어 이사장이 임명한다[29] . 부이사장은 이사장을 보좌하고 사무를 관장한다[30]. 부 이사장의 임기는 3년으로 정한다[31].
- 이사는 경영 위원회의 동의를 얻어 이사장이 임명한다.[32] 이사는 이사장 및 부이사장을 보좌하고 사무를 관장한다[33]. 이사의 임기는 2년으로 한다[34].
- 감사는 농림수산대신이 임명한다[35]. 감사는 업무 감사를 실히한다[36]. 감사의 임기는 2년으로 한다[37].

## 업무
업무 내용 (2013년 기준)은 중앙 경마의 시행과 마권 발매, 경주마의 연구, 경마에 관한 홍보 활동 (그 일환으로 홍보지 ' 준마 '의 발행과 JRA상 제정) 등을 실시하고 있다.

## 같이 보기
- 지방경마전국협회